# Фабрика в Кромфорде
Фабрика в Кромфорде является первой фабрикой с водяной мельницей, построенной по системе Ричарда Аркрайта в 1772—1775 годах в Кромфорде (Дербишир), которая дала основу целой индустрии. Входит в число объектов Всемирного наследия ЮНЕСКО в Великобритании — Фабрик в долине реки Деруэнт.
Строительство фабрики было сродни эксперименту: ряд связанных между собой зданий, вытянутых вдоль обрыва, использование силы воды из небольшого ручья Бонсолл-Брук и пруда Кромфорд. Аркрайт, которому были необходимы молодые сильные рабочие, был вынужден строить дома для них и их родителей, так как плотность населения была небольшой (изначально на фабрике было 200 рабочих). Идея была повторно использована для строительства второй фабрики в Кромфорде в 1776—1777 годах. Таким образом, была сформирована концепция индустриальной общины, которая затем многократно повторялась в других поселениях долины.
Большую часть рабочих составляли женщины и дети, начиная с 7 лет. Позже минимальный возраст был повышен до 10 лет, и дети могли учиться 6 часов в неделю. Ворота фабрики ежедневно в 6 утра и в 6 вечера запирались, и опоздавшие рабочие лишались дневного заработка за текущий и за следующий день.
По окончании бума текстильной промышленности фабрики неоднократно продавались, делились между различными владельцами. Небольшая часть оборудования была передана в Музей науки в Лондоне. В начале XX века на фабриках располагались красильное производство и прачечная. В историческом здании были установлены лифты, новые окна и двери. Пожары 1929 и 1961 годов уничтожили большую часть фабрики.
Фабричный комплекс в Кромфорде включает два основных здания с пристроем, жилые постройки, мосты, акведук, здания управления фабрикой и многие другие постройки (всего около 20). В рамках объекта всемирного наследия находится также 10,5 км канала Кромфорд. Канал Кромфорд протяжённостью 23,3 км, соединяет Кромфорд с каналом Эреуош (Erewash) и был построен в начале 1790-х годов. Канал оказал существенное влияние на экономический рост Дербишира, являясь вплоть до 1830-х годов основной дорогой до Манчестера. Канал входит в список мест, представляющий особый научный интерес (Site of Special Scientific Interest, SSSI).
В настоящее время в комплексе открыт музей. Планируется расширение экспозиции, включение в неё работающих машин, библиотеки, учебных групп и конференц-зала.
|                |                        |                        |
| Канал Кромфорд | Шлюз для контроля воды | Одно из зданий фабрики |